# Wad Goals
«Wad Goals» (укр. «Цілі у згортку») — тринадцята серія тридцять другого сезону мультсеріалу «Сімпсони», прем'єра якої відбулась 28 лютого 2021 року у США на телеканалі «Fox».
Серія присвячена пам'яті колишнього сценариста і продюсера «Сімпсонів» Марка Вілмора, який помер 30 січня  2021 року у віці 57 років.

## Сюжет
Ральф знаходить засекречений великий ігровий майданчик. В останній день у школі, Ральф веде до майданчика інших хлопчаків. Вони знаходять великий гольф-клуб у центрі міста. Барт і Мілгаус помічають, що Джимбо платять за його роботу кедді. Тож вони також бажаютьприєднатися. Барта призначають до Кента Брокмана, а Мілгауса — до містера Бернса.
Барт починає підкорювати Кента кажучи лестощі. Таким способом продовжує працювати та заробляти багато грошей, навіть більше, ніж Гомер.
Якось Мардж бере Меґґі спостерігати, як Барт працює. Мардж шокує те, що вона бачить: її син лестить людям за гроші, включно з нею. У кафе-морозиво Барт пропонує їм морозиво, розповідаючи історію про свою роботу. Мардж не витримує та сердито виходить з кафе, розповідаючи Гомеру про свої занепокоєння. Однак, батько що не погоджується кажучи, що лестощі — це американський спосіб життя, до якого Барт тільки звик.
Зрештою Барт купує басейн для себе та його друзів, але Мартін запропонував купити щось краще — квадроцикл. Однак, коли хлопці попросили Барта скористатися квадроциклом, той відмовляє, розлютивши їх.
Барт бачить президента клубу Більдорфа своєю наступною ціллю. Так само лестячи Барт отримує від Більдорфа сотню доларів.
Тим часом Мардж і Ліса намагаються переконати людей у Спрінґфілдській міськраді, однак це не вдається через те, що посадовці самі грають у гольф-клубі. Вони пишуть онлайн-петицію про те, що гольф-клуб не платить податки. Однак випадково використавши недоречну абревіатуру привертають увагу радикальних соціальних груп проти податкового шахрайства. В результаті петиція швидко збирає мільйон підписів, що загрожує закриттям гольф-клуба.
Барт гнівається на Мардж за те, що вона зруйнувала його роботу. Наступного дня хлопчика викликає Більдорф, просячи стати його постійним кедді за умови, якщо знайде спосіб знівелювати петицію Мардж. Барт дає йому ідею зробити гольф-клуб релігійною організацією. Згодом гольф-клуб стає «Першою церквою блаженного Маллігана», і йому більше не потрібно платити податки на майно, що скасовує петицію Мардж.
Після невдачі Мардж шукає допомоги у справжніх церков, але марно. Вона каже синові, що здається і бажає йому не бути завжди підопічним. Водночас Більдорф відмовляється прийняти Барта як свого кедді тепер: клуб врятовано і хлопчик тепер не потрібен.
Розлючений Барт вирішує орендувати квадроцикли собі та своїм друзям, щоб зруйнувати всю територію клуба. Хоча Більдорф зазначає, що це не знищить клуб, однак з'являється поліція й арештовує президента клубу за те, що він перетворив «церкву» на секс-культ…
У сцені під час титрів показано, як Ральф виринає з-під землі і танцює, а на газоні клуба лунають звуки вибухів.

## Виробництво
Серія мала вийти 21 лютого 2021 року, а «Diary Queen» — 14 лютого. Однак через затримку і запізнення перегонів «Daytona 500» 14 лютого, епізоди було пересунено на тиждень.
Творча команда вважала, що пісня «Carol of the Bells», пародію на яку співають у кафе-морозиво, є суспільним надбанням. Однак, виявилося, що тексти пісень не є суспільним надбанням, тому їм все одно довелося заплатити попри те, що вони написали власні слова.
За словами виконавчого продюсера Метта Селмана, команда хотіли залучити Ларрі Девіда, щоб озвучити рабина-любителя гольфу, але через спалах пандемії COVID-19 2020 року, вони вирішили не турбувати його.

## Цікаві факти та культурні відсилання
- Щоб пробратися через кущі у гольф-клуб, хлопці відтворюють Інтернет-мем з Гомером із серії «Homer Loves Flanders»[7].
- Наприкінці епізода Ральф танцює, як ховрашок, під пісню «I'm Alright», музичну тему комедії «Гольф-клуб» 1980 року[8].

## Ставлення критиків і глядачів
Під час прем'єри серію переглянули 1,24 млн осіб з рейтингом 0.4, що зробило її другим найпопулярнішим шоу на каналі «Fox» тієї ночі, після «Сім'янина».
Тоні Сокол з «Den of Geek» дав серії три з половиною з п'яти зірок, сказавши:
|  | Серія націлюється на забагато цілей і проводить деякий час у грубій роботі. [Сюжетна] арка ідеально розрахована по часу: і розбещеність і спокута Барта резонують. Є багато швидких і підсвідомих візуальних ґеґів, і темп загалом швидкий. Однак, це не викликає стільки щирого сміху. |

Джон Шварц із сайту «Bubbleblabber» оцінив серію на 8/10, сказавши, що в серії «піднімається безліч тез, які поглинатимуть ультраліберальні глядачі, про те, що гроші — це зло, й Інтернет має щось із цим робити. Тим не менш, в епізоді є кульмінація, яка показує, що відбувається, коли ви витрачаєте багато грошей з користю».
Згідно з голосуванням на сайті The NoHomers Club більшість фанатів оцінили серію на 4/5 із середньою оцінкою 3,39/5.